# Tresnuraghes
Tresnuraghes är en ort och kommun i provinsen Oristano i regionen Sardinien i Italien. Kommunen hade 1 163 invånare (2017).